# Jan-Wellem-Kapelle

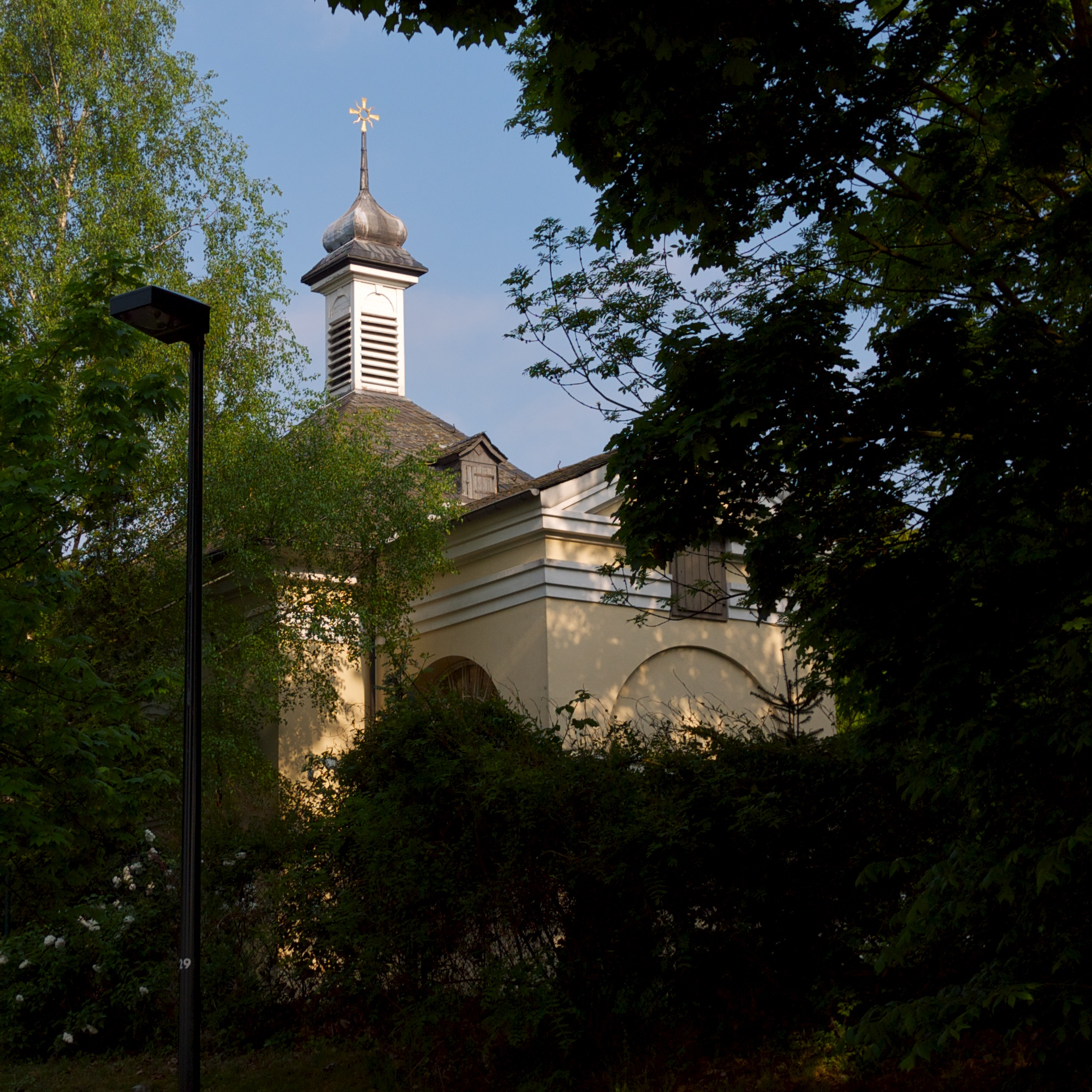
Straßenansicht der Kapelle

Die Jan-Wellem-Kapelle (Kreuzkapelle) an der Fährstraße Nr. 95 in Düsseldorf-Hamm wurde 1658 von Philipp Wilhelm aus Dankbarkeit für die Geburt seines Sohnes Johann Wilhelm, genannt Jan Wellem gestiftet. Jörg Heimeshoff beschreibt die im Jahre 1660 fertiggestellte und 1990 renovierte Renaissancekapelle:

„Die verputzte Kapelle steht nördlich der Fährstraße auf einer Anhöhe auf einem Friedhofsgelände. Die Kapelle wurde 1660 fertiggestellt. Es handelt sich um ein quadratisches Gebäude mit schmalerem, angehängtem Chorjoch. Zwischen der Pilastergliederung belichtet eine Lünette die Kapelle. Ein stark gegliedertes Gebälk beschließt das Mauerwerk. Der Eingang ist rundbogig gestaltet und befindet sich dem Chor gegenüber. Der Innenraum ist oktogonal ausgebildet. Das Chorjoch hat ein Kreuzgratgewölbe.“

Der Sakralbau diente gleichzeitig als Zielpunkt eines Kreuzweges. So betrug die Entfernung vom Düsseldorfer Residenzschloss bis zur Kapelle die angenommene Strecke zwischen dem Richthause des Pilatus und dem Berg Golgotha. Der Gottesdienst wurde bis zur Säkularisation durch die Jesuiten betrieben.
Die Kapelle diente seit 1958 als Kirche der Orthodoxen Parochie zu den Heiligen Erzengeln, die zum Exarchat der orthodoxen Gemeinden russischer Tradition in Westeuropa des Ökumenischen Patriarchat von Konstantinopel gehört. Nachdem sie 2008 in eine größere Kirche umgezogen war, überließ sie die Kirche der Georgischen Orthodoxen Kirchengemeinde „Heiliger Antimos aus Iveria“ zur unbefristeten Nutzung, die seither dort regelmäßig ihre Gottesdienste feiert.